# Tavernay
Tavernay är en kommun i departementet Saône-et-Loire i regionen Bourgogne-Franche-Comté i östra Frankrike. Kommunen ligger i kantonen Autun-Nord som tillhör arrondissementet Autun. År 2022 hade Tavernay 503 invånare.

## Befolkningsutveckling
Antalet invånare i kommunen Tavernay
| Referens: INSEE |